# Centzonuitznaua

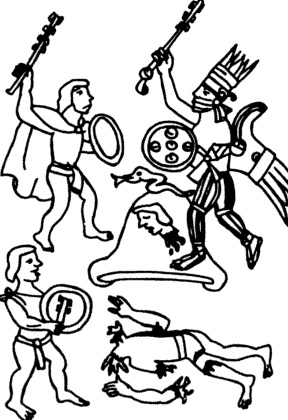
Il massacro dei Centzon per Huitzilopochtli

I Centzonuitznaua (o Centzon Huitznahuas), nella mitologia azteca, erano le divinità delle stelle del sud. Sono i malvagi figli maggiori di Coatlicue e loro sorella è Coyolxauhqui. In accordo con la sorella cercarono di uccidere la madre, dopo aver saputo che il bambino che stava aspettando era Huitzilopochtli; il loro piano andò in fumo quando il loro fratello uscì dal ventre - già cresciuto e vestito per la battaglia - e li uccise tutti.
I Centzonuitznaua sono conosciuti come "I quattrocento del sud". Gli dèi delle stelle del nord sono invece i Centzonmimixcoa.